# Nimetazepam
Nimetazepam ist ein Hypnotikum aus der Gruppe der Benzodiazepine. Es ist das N-methylierte Derivat von Nitrazepam und wurde 1962 von Hoffmann-La Roche entwickelt. Es besitzt amnestische, anxiolytische, antikonvulsive, hypnotische, sedative und muskelrelaxierende Potenziale. Es wird zur kurzfristigen Behandlung schwerer Schlafstörungen eingesetzt. Nimetazepam wurde 1978 von Sumitomo Dainippon Pharma unter dem Handelsnamen Erimin auf den japanischen Markt gebracht. Die Substanz ist in Deutschland nicht erhältlich. In Singapur ist Nimetazepam als Class C controlled drug eingestuft.
Nimetazepam gehört zu den mittellangwirksamen Benzodiazepinen mit einer Eliminationshalbwertszeit von 14 bis 30 Stunden. Die Bioverfügbarkeit bei oraler Einnahme beträgt nahezu 100 % und es zeichnet sich durch den schnellsten Wirkeintritt aller oralen Benzodiazepine aus. Die Äquivalenzdosis zu 10 mg Diazepam beträgt 10 mg Nimetazepam.
Nimetazepam weist wie alle Hypnotika aus der Benzodiazepin-Klasse ein hohes Abhängigkeits- und Missbrauchspotenzial auf. Durch den besonders schnellen Wirkungseintritt ist jedoch das Missbrauchspotential bei diesem speziellen Benzodiazepin besonders hoch.

## Handelsnamen
Monopräparate
Erimin (JP, 2015 vom Markt genommen), Lavol (TW), Sunime (TW)